# Pedro Luis de Borja
Pedro Luis de Borja, známý i jako Pier Luigi de Borgia a Petrus Ludovicus de Boria, byl španělský šlechtic, vévoda z Gandie ve Valencii.

## Život
Narodil se buď v roce 1458, nebo 1460. Jeho otcem byl papež Alexandr VI. (v té době ještě kardinál Rodrigo Borgia), o jeho matce je známá jediná věc: byla to neprovdaná žena. Měl dvě vlastní sestry Girolamu Cesarini a Isabelu. Zároveň byl nevlastním bratrem známé čtveřice papežových dětí: Caesara, Giovanniho, Joffrého a Lucrezie.
Ještě než byl králem Ferdinandem II. oficiálně jmenován vévodou z Gandie, dohodl se s jedním šlechticem Andrésem de Cabrera, markýzem z Moyi a jeho manželkou Beatriz de Bobadilla, že mu za jistý finanční obnos přenechají správu nad jejich panstvím. Přesná suma není známá, ale předpokládá se, že nebyla příliš vysoká. Některé zdroje uvádějí 50 000 dukátů.
Pedro Luis de Borgia bojoval na straně španělské armády během války v Granadě (Reconquista). Po svém hrdinském triumfu během bitvy u města Ronda ho král Ferdinand II. dne 18. května 1485 odměnil titulem Grandeza de España (nejvyšší šlechtický španělský titul).
Byl ženatý s Maríou Enríquez de Luna. Ta si po jeho předčasné smrti vzala jeho mladšího nevlastního bratra Giovanniho a sice v září roku 1493.
Zemřel v roce 1488, nebo v roce 1491. Ve své poslední vůli odkázal vévodství Gandii svému mladšímu bratrovi Giovannimu a přál si, aby byla jeho sestře Lucrezii věnována částka 10 000 florinů.